# استدامة سلسلة التوريد
يمكن تعريف استدامة سلسلة التوريد بأنها التأثير الذي يمكن أن تحدثه سلسلة التوريد الخاصة بالشركة في المساهمة بحماية حقوق الإنسان وممارسات العمل العادل و كذلك التقدم البيئي وسياسات مكافحة الفساد.  توجد حاجة متزايدة لدمج الخيارات المستدامة في إدارة سلسلة التوريد . من اهداف استدامة سلسلة التوريد هو تغيير الطريقة التي تتعامل بها الشركات تجاه الاعمال . سواء أكان ذلك بسبب عملاءهم أو قيم الشركة أو فرص العمل، فإن الأولويات التقليدية مثل الجودة والكفاءة والتكلفة تتنافس بانتظام على الاهتمام مع اهتمامات مثل ظروف العمل والأثر البيئي.  تغتنم سلسلة التوريد المستدامة فرص سلسلة القيمة وتوفر مزايا تنافسية كبيرة للمتبنين الأوائل ومبتكري العمليات. 

## خلفية
تعد سلاسل التوريد روابط حيوية ومهمة تربط كلا من مدخلات المنظمة ومخرجاتها. تتضمن التحديات التقليدية خفض التكاليف، وضمان التسليم في الوقت المناسب ، وتقليص أوقات النقل للسماح بوجود وقت كافي لإيجاد حلول لتحديات الأعمال. و وعلى الرغم من ذلك ، فإن التكاليف البيئية والاجتماعية والاقتصادية المتزايدة لهذه الشبكات وضغوط المستهلكين المتزايدة للمنتجات الصديقة للبيئة دفعت العديد من المنظمات إلى النظر إلى استدامة سلسلة التوريد كمقياس جديد لإدارة الخدمات اللوجستية المربحة.  وينعكس هذا التحول من خلال فهم أن سلاسل التوريد المستدامة تعني سلاسل التوريد المربحة. 
تقتصر العديد من الشركات على قياس استدامة عملياتها التجارية الخاصة، لعدم قدرتها على توسيع نطاق هذا التقييم ليشمل مورديها وعملائها. مما يجعل تحديد تكاليفها البيئية والاجتماعية الحقيقية أمرًا عسيراً للغاية. و وعلى الرغم من ذلك، احرز تقدم كبير في تحديد استدامة سلسلة التوريد بالإضافة الى ادوات القياس المتوفرة الآن والتي تساعد في تطوير وتنفيذ خطط عمل الاستدامة.  اجريت دراسة في عام 2017 هدفها هو بحث العلاقة بين وضع سلسلة التوريد (مدى قرب أو بعد الشركة عن المستخدم الاخير في سلسلة التوريد) وأداء الشركة. وخلصت نتائج الدراسة إلى أن الموردين الموجودين في أماكن أبعد في سلسلة التوريد (أبعد عن المستخدم النهائي)، لديهم أكبر قدر من المكاسب المالية من الإدارة المستدامة لسلسلة التوريد. 

### التأثير البيئي
يشكل تغير المناخ خطراً جديداً على سلاسل التوريد ويتطلب زيادة مرونتها . نظرًا لأن الشركات تحدد أهدافًا للبصمة الكربونية ، فإن عمليات الموردين مسؤولة عن 65% إلى 95% من إجمالي انبعاثات الشركة.  وتتجلى هذه التأثيرات البيئية في مختلف الصناعات، على سبيل المثال، شركات الأغذية والمشروبات معرضة بشكل خاص لتأثيرات تغير المناخ حيث أن أنماط الطقس المتغيرة يمكن أن تعطل الإنتاج الزراعي . إن قياس مرونة سلسلة التوريد بناءً على عوامل مثل توافر الموارد الطبيعية، والبنية التحتية، والموارد المالية، وشبكات الأمان الاجتماعي من بين أمور أخرى، يمكن أن يساعدهم على الاستجابة للتحديات وإنشاء سلاسل توريد أفضل في هذه العملية. 

### التأثير الاجتماعي
إلى جانب الاستدامة والمرونة، تعد سلسلة التوريد الأخلاقية أمرًا هاما لضمان المسؤولية الاجتماعية للشركات والالتزام بقواعد سلوك الموردين . ومن الضروري ان تكون بيئة العمل تناسب العاملين ولا تنتهك حقوق الإنسان المكفولة. فعلى سبيل المثال ، كانت شركات مثل نايكي وأبل، التي تستعين بمصادر خارجية لتصنيع منتجاتها إلى بلدان أخرى مثل الصين، تحت النار فيما يتعلق ببيئة العمل وأجور العاملين لديهم.  ويطالب المستهلكون على نحو متزايد بالشفافية وإمكانية التتبع في سلاسل التوريد، وخاصة عندما تحدث انهيارات اجتماعية مزعجة، كما هو الحال مع العمل القسري وعمالة الأطفال في السلع المتداولة عالميا.  

## العوامل الدافعة لاستدامة سلسلة التوريد
اعتبارًا من عام 2021، يرى عدد متزايد من الشركات أن استدامة سلسلة التوريد هي مسألة إستراتيجية . تمكن استراتيجية العمل الخاصة بالأداء البيئي لسلسلة التوريد أن توفر فوائد بيئية قابلة للقياس للشركة وأصحاب المصلحة.  كما ان استراتيجية التوريد المستدامة تضع الشركة في مواجهة المتطلبات المتزايدة لشفافية وتدقيق المستثمرين، والمستهلكين الأكثر تركيزًا على البيئة، والموارد النادرة. تعتبر المشتريات المستدامة مصدر قلق للمستثمرين، من خلال حركات مثل الاستثمار المسؤول اجتماعيا. تستخدم شركات الاستثمار الرائدة مثل BlackRock نفوذها لجلب استدامة سلسلة التوريد إلى اجندة الاعمال.  يطالب العملاء والمستهلكون أيضًا بمسؤولية سلسلة التوريد والاستدامة كجزء من عرض القيمة للشركة في ظل حركة استهلاكية أخلاقية متنامية.  وتعكس سلوكيات الشراء لدى المستهلكين هذا الاتجاه، حيث يقول 70% منهم إنهم على استعداد لدفع علاوة سعرية بنسبة 5% للمنتجات المنتجة بوسائل أكثر استدامة.  أثناء اضطرابات سلسلة التوريد العالمية في أعقاب جائحة كوفيد-19 ، ثبت أن سلاسل التوريد المستدامة أكثر مرونة ولديها مخاطر أقل على الموردين. 